# Verwaltungseinheit in den Vereinigten Staaten
In den Vereinigten Staaten gibt es folgende staatliche Verwaltungseinheiten:
- die 50 Bundesstaaten, die wiederum in Countys und Townships, Citys, Towns und andere Gemeindearten sowie andere unabhängige oder untergeordnete Institutionen eingeteilt sind;
- den Bund, der aus den Bundesstaaten in ihrer Gesamtheit besteht und exklusiv für den Regierungsbezirk, die Außengebiete, die Indianerreservate, das Militär sowie die amerikanischen Botschaften und Konsulate im Ausland verantwortlich ist, und
- quasipolitische Verwaltungseinheiten wie Umweltschutzzonen und Schulbezirke, die gewöhnlich untergeordnete spezielle politische Einheiten darstellen.

Insgesamt gibt es über 85.000 politische Einheiten in den Vereinigten Staaten. Sie stellen eine Untermenge des gesamten Territoriums der Vereinigten Staaten dar.

## Bund
Zu den Einheiten des Bundes gehören der ursprünglich quadratische Regierungsbezirk mit dem Kapitol in dessen ursprünglicher geographischer und geometrischer Mitte. Der Kongress hat exklusive Kontrolle über den Regierungsbezirk und alle anderen Gebiete, die sich im Besitz der Bundesregierung befinden.
Außerhalb der 50 Bundesstaaten und dem Regierungsbezirk gibt es noch eine Reihe anderer Gebiete unter der Kontrolle der Vereinigten Staaten. Der Status dieser Gebiete variiert stark. Puerto Rico zum Beispiel hat das Recht sich in einen Bundesstaat umzuwandeln oder unabhängig zu werden. Am 6. November 2012 hat sich Puerto Ricos gegen den Status quo und für die volle Eingliederung entschieden. Andere Gebiete sind eine Reihe von bewohnten und unbewohnten Inseln im Pazifik und in der Karibik, die von der Bundesregierung für verschiedene, oft militärische, Zwecke benutzt werden.
Nach dem vierten Verfassungsartikel sind die Befugnisse des Kongresses über Gebiete, die nicht zu einem Bundesstaat gehören, exklusiv und allumfassend. Wenn das Gebiet aber ein Bundesstaat wird, muss es zu allen Änderungen seines Gebiets zustimmen. Um diese Gebiete zu verwalten, hat der Kongress am 3. März 1849 ein Gesetz zur Errichtung des amerikanischen Innenministeriums verabschiedet. Im Unterschied zu anderen ähnlich genannten Ministerien ist das Innenministerium nicht für die Ausführung der Gesetze oder die Innenpolitik zuständig, mit Ausnahme der Indianerreservate und die insularen Abhängigkeiten.

## Bundesstaaten
Die bedeutendste politische Einheit der Vereinigten Staaten nach dem Bund ist der Bundesstaat. Formaljuristisch sind die Bundesstaaten keine untergeordneten Einteilungen der Vereinigten Staaten, sondern verhalten sich in einem einmaligen Wechselspiel, das als parallele Souveränität bekannt ist. Infolge einer Reihe von Entscheidungen durch den Obersten Gerichtshof sind sowohl die Bundesstaaten, als auch der Bund selbst (der neben den 50 Bundesstaaten koexistiert) souverän. Die Souveränität des Bundes ist dabei direkt durch die Verfassung begrenzt, während die Souveränität der Bundesstaaten durch die Bundesverfassung und die Verfassung des Bundesstaats selbst begrenzt ist.
Die Bundesstaaten besitzen ähnliche Verfassungsorgane wie der Gesamtstaat selbst: Die Exekutive Regierungsgewalt wird von einem direkt gewählten Gouverneur ausgeübt, der die Richtlinien der Politik bestimmt und weitere wichtige Aufgaben wahrnimmt. Dazu gehört insbesondere eine Schlüsselrolle im Gesetzgebungsverfahren, wo er Gesetze unterzeichnet und ausfertigt oder dagegen ein Veto einlegt. Als oberster Repräsentant seines Staates verfügt er außerdem über das Begnadigungsrecht und ernennt hohe Beamte. Weitere Mitglieder der Exekutive sind ein Vizegouverneur (in 45 Bundesstaaten), der Secretary of State und der Attorney General sowie die Leiter weiterer Ressorts, die von Staat zu Staat sehr variieren. Diese Amtsträger werden entweder ebenfalls direkt vom Volk gewählt oder vom Gouverneur ernannt. Die Legislative besteht in allen Staaten, außer Nebraska, wie auf Bundesebene aus zwei Kammern (State Legislature), einem Oberhaus (Staatssenat) und einem Unterhaus (hier finden sich Bezeichnungen wie Repräsentantenhaus oder State Assembly). Lediglich in Nebraska besteht die gesetzgebende Gewalt aus einer Kammer. Auf bundesstaatlicher Ebene besitzen die Kammern die alleinige gesetzgebende Gewalt. Neben einer Exekutive und Legislative haben ebenfalls alle Bundesstaaten eine rechtsprechende Gewalt (Judikative) in Form von Verfassungsgerichten. Deren Mitglieder werden vom Gouverneur, mit Zustimmung des jeweiligen Staatssenates, ernannt, was derselben Praxis wie auf Bundesebene entspricht. Jeder Bundesstaat hat daher auch seine eigene Verfassung, die auch das politische System regelt.
Der Sezessionskrieg und einige Gerichtsentscheidungen haben klargestellt, dass Bundesstaaten den Bund nicht eigenmächtig verlassen können. Außerdem ist es ihnen kraft der Verfassung auch nicht gestattet, Auslandspolitik zu betreiben.
Die einzelnen Bundesstaaten dezentralisieren ihre souveränen Befugnisse in mindestens zwei Ebenen. Die erste Ebene besteht aus den staatsweiten Behörden, die direkt der Bundesstaatsregierung unterstehen. Beispiele für solche Behörden sind das Automobilamt (Department of Motor Vehicles), das Statistikamt oder das Gesundheitsamt. Die zweite Ebene besteht aus den Countys, die in Alaska und New York City „Borough“ und in Louisiana „Parish“ genannt werden. Countys sind Verwaltungsbezirke der Bundesstaatsregierung. Eine dritte Ebene besteht in vielen Bundesstaaten im mittleren Westen und sind als Townships bekannt.

## Countys
Im Prinzip besteht der Zweck der Countys darin, den Bundesstaat in seinen Verwaltungsaufgaben zu unterstützen. Das beinhaltet zum Beispiel die Einziehung der Grundsteuer, die fast überall von den Bundesstaaten zentral festgelegt wird. Auf der anderen Seite bieten Countys im Allgemeinen nicht die Dienste an, die gewöhnlich mit Städten und Gemeinden verbunden werden.
In einigen Staaten wie zum Beispiel Michigan sind die staatlichen Universitäten autonom und haben bestimmte verfassungsgegebene Befugnisse.

## Städte
In allen Bundesstaaten verwalten sich Städte unabhängig von dem Township, in dem sie sich befinden.
In einigen Bundesstaaten sind sie auch unabhängig von ihrem umliegenden County (ähnlich einer deutschen kreisfreien Stadt). Solche Städte haben dann Befugnisse, die denen der Countys entsprechen oder sie übersteigen. Städte unterscheiden sich von den Countys und Townships darin, dass sie nicht als Verwaltungseinheiten des Bundesstaats gelten, sondern semi-autonome Vereinigungen darstellen, die vom Bundesstaat anerkannt werden. Die Städte werden von einer gewählten oder eingesetzten Stadtvertretung verwaltet.